# Atherinomorus capricornensis
Atherinomorus capricornensis is een straalvinnige vissensoort uit de familie van koornaarvissen (Atherinidae). De wetenschappelijke naam van de soort is voor het eerst geldig gepubliceerd in 1961 door Woodland.